# Sciences de la vie
Les sciences de la vie, ou les biosciences, ou, dans un sens élargi, la biologie (du grec bios « la vie » et logos, « discours »), comprennent les domaines de la science qui impliquent l'étude des organismes vivants - tels que les micro-organismes, les plantes, les animaux et les êtres humains - ainsi que des considérations connexes comme la bioéthique. Alors que la biologie demeure la pièce maîtresse des sciences de la vie, les progrès technologiques de la biologie moléculaire et de la biotechnologie ont conduit à une éclosion de spécialisations et de domaines interdisciplinaires.
Certaines sciences de la vie se concentrent sur un type spécifique de la vie. Par exemple, la zoologie est l'étude des animaux, tandis que la botanique est l'étude des plantes. D’autres sciences de la vie se concentrent sur les aspects communs à tous ou de nombreuses formes de vie, tels que l'anatomie et de la génétique. Pourtant, d'autres domaines sont intéressés par les avancées technologiques impliquant des êtres vivants, tels que le génie biologique. Une autre branche importante des sciences de la vie, bien plus spécifique, consiste à comprendre l'esprit: les neurosciences.
Les sciences de la vie ont des applications dans l'environnement, l'agriculture, la médecine et l'industrie pharmaceutique et de l'alimentation.
Il y a un chevauchement considérable entre un grand nombre de sujets d'étude dans les sciences de la vie, qui sont ainsi composées de nombreuses branches et sous-disciplines. Pourtant, un certain nombre de concepts gouvernent toutes les études et la recherche, et en font un ensemble cohérent. De manière générale, la biologie reconnaît l'espèce comme unité de base de la biodiversité, la cellule comme l'unité de base de l'organisme (qui peut être unicellulaire), le gène comme unité de base de l'hérédité, et la théorie de l'évolution fournit le cadre conceptuel qui régit cet ensemble. 

## Principales branches
Les principales branches des sciences de la vie sont :
- Agronomie – l'ensemble des sciences exactes, naturelles, économiques et sociales, et des techniques auxquelles il est fait appel dans la pratique et la compréhension de l'agriculture ;
- Anatomie – l'étude des relations entre la forme et la fonction chez les organismes (plantes, animaux ou autres, ou spécifiquement humains) ;
- Biochimie – l'étude des réactions chimiques au sein du vivant, le plus souvent au niveau infra-cellulaire ;
- Bio-informatique – champ interdisciplinaire développant des méthodes de stockage, d'archivage, d'organisation et d'analyse des données biologiques; une activité importante de la bio-informatique est de développer des outils logiciels pour produire de la connaissance en biologie à partir d'informations hétérogènes ;
- Biologie cellulaire – l'étude de la cellule comme entité au sein de l'organisme, et des interactions moléculaires et chimiques qui ont lieu dans une cellule vivante ;
- Biologie marine – l'étude des écosystèmes marins et océaniques, et de la biodiversité qu'ils abritent ;
- Biologie de synthèse – domaine du génie biologique visant à concevoir et construire de nouveaux systèmes et fonctions biologiques ;
- Biologie des populations – l'étude de groupes d'organismes de la même espèce, y compris la structuration dans l'espace de ces populations et leur évolution dans le temps ;
- Biologie des systèmes (ou biologie intégrative) – intégration de différents niveaux d'information pour comprendre le fonctionnement des systèmes biologiques ;
- Biologie du développement – l'étude des processus par lesquels les organismes croissent et se développent ;
- Biologie de l'évolution – l'étude des scénarios et des mécanismes de l’évolution des espèces ;
- Biologie structurale – une branche de la biologie moléculaire qui étudie la structure et l'organisation spatiale des biomolécules ;
- Biomécanique – l'étude des propriétés mécaniques des organismes vivants ;
- Biophysique – une discipline à l'interface de la physique et la biologie, qui applique à la compréhension des phénomènes biologiques les concepts et les outils d'observation et de modélisation de la physique ;
- Biosémantique – une analyse des représentations mentales en termes de fonctions biologiques spécifiques héritées de l'évolution ;
- Biotechnologie – l’application à des organismes vivants des principes scientifiques et de l'ingénierie aux fins de la production de connaissances, de biens et de services ;
- Écologie – l'étude des interactions des organismes vivants entre eux et avec les éléments abiotiques de leur environnement ;
- Écotoxicologie – l'étude des effets de substances chimiques exogènes sur les populations d'organismes vivants ;
- Épidémiologie – l'étude des facteurs affectant la santé de populations humaines, animales ou végétales et notamment ce qui a trait à la répartition, à la fréquence et à la gravité des états pathologiques ;
- Éthologie – l'étude du comportement animal ;
- Génétique – l'étude des gènes et de l'hérédité ;
- Génétique des populations – domaine de la génétique qui étudie les populations d'êtres vivants, sous l'influence des diverses pressions évolutives ;
- Génie biologique – l'application des concepts et méthodes de la biologie dans une approche d'ingéniérie du vivant ;
- Histologie – l'étude des tissus biologiques et des organes ;
- Médecine – l'étude de l'organisation du corps humain, de son fonctionnement normal et de ses dysfonctionnements pathologiques, appliquée dans la pratique à la compréhension et au rétablissement de la santé humaine, et à la prévention des maladies et des épidémies; la médecine comprend de très nombreuses sous-disciplines ;
- Médecine vétérinaire – les approches médicales appliquées aux animaux domestiques ou non ;
- Microbiologie – l'étude des êtres vivants microscopiques (micro-organismes) et de leurs interactions entre eux et avec les autres organismes ;
- Biologie moléculaire – l'étude des mécanismes de fonctionnement de la cellule au niveau moléculaire ;
- Neurosciences – l'étude du système nerveux, notamment humain ;
- Phylogénie – l'étude des relations de parenté entre êtres vivants (individus, populations, espèces, etc.) ;
- Physiologie – l'étude du fonctionnement des organismes vivants et de leurs organes ;
- Sociobiologie – l'étude des bases biologiques des comportements sociaux dans le règne animal ;
- Systématique – la science qui organise les taxons sur la base de principes objectifs et partageables ;
- Taxonomie – le regroupement des organismes vivants en taxons afin de les identifier, de les nommer et de les classer
- Toxicologie – l'étude des effets de substances chimiques exogènes sur les organismes vivants.

## Subdivisions
Des subdivision par type d'organismes étudiés sont souvent utilisées :
- Bactériologie – l'étude des bactéries ;
- Botanique – l'étude des plantes ;
- Entomologie – l'étude des insectes ;
- Herpétologie – l'étude des reptiles et des amphibiens ;
- Ichtyologie – l'étude des poissons ;
- Malacologie – l'étude des mollusques ;
- Mammalogie – l'étude des mammifères ;
- Mycologie – l'étude des champignons ;
- Ornithologie – l'étude des oiseaux ;
- Phycologie – l'étude des algues ;
- Nématologie – l'étude des nématodes ;
- Virologie – l'étude des virus ;
- Zoologie – l'étude des animaux.